# Thomisoidea
Thomisoidea es una superfamilia de arañas araneomorfas, constituida por dos familias de arañas con ocho ojos:
- Philodromidae: 29 géneros, 535 especies
- Thomisidae: 174 géneros, 2151 especies